# The Good Fight
Ne doit pas être confondu avec The Good Fight (série télévisée).
Albums de Oddisee
Tangible Dream
(2013) The Iceberg
(2017)
The Good Fight est le septième album studio d'Oddisee, sorti le 5 mai 2015.
L'album, très bien accueilli par la critique, s'est classé 11e au Heatseekers Albums, 33e au Top R&B/Hip-Hop Albums et 41e au Independent Albums.
HipHopDX a inclus The Good Fight dans sa liste des « 30 meilleurs albums de hip-hop underground depuis 2000 ».

## Liste des titres
Tous les titres sont produits par Oddisee.
| No  | Titre                                                            | Durée |
| --- | ---------------------------------------------------------------- | ----- |
| 1.  | That's Love                                                      | 4:05  |
| 2.  | Want Something Done                                              | 3:26  |
| 3.  | Contradiction's Maze (featuring Maimouna Youseff)                | 4:15  |
| 4.  | Counter-Clockwise                                                | 3:56  |
| 5.  | First Choice                                                     | 3:47  |
| 6.  | Belong to the World                                              | 4:26  |
| 7.  | A List of Withouts                                               | 4:16  |
| 8.  | Book Covers (featuring Nick Hakim)                               | 3:24  |
| 9.  | Meant It When I Said It                                          | 4:14  |
| 10. | Fight Delays                                                     | 0:51  |
| 11. | What They'll Say (featuring Gary Clarke Jr. et Maimouna Youseff) | 4:31  |
| 12. | Worse Before Better (featuring Tranqill)                         | 4:45  |